# Antwerpen Centraal
Antwerpen-Centraal je hlavní železniční stanice v belgickém městě Antverpy. Nádražní budova patří mezi nejvýznamnější a nejkrásnější v Evropě. Nádraží se nachází v centru města, v blízkosti ZOO Antwerpen a hlavních městských dopravních uzlů.

## Historie
Stavba nádraží probíhala v letech 1895–1905. Budovu navrhl belgický architekt Louis Delacenserie v eklektickém stylu, který kombinuje prvky neorenesance a baroka. Ocelová nádražní hala, dlouhá 185 metrů, byla navržena inženýrem Clémentem Van Bogaertem. Oficiální otevření proběhlo v roce 1905.

## Architektura
Hlavní budova je známá svou velkolepou kupolí, mramorovými sloupy a bohatě zdobeným interiérem. Kombinuje tradiční kamennou konstrukci s moderní železnou a skleněnou střechou nad kolejištěm. Díky své výjimečné architektuře bývá nádraží často označováno jako „železniční katedrála“.

## Modernizace
V letech 1998–2007 prošlo nádraží rozsáhlou rekonstrukcí a modernizací. Byly přidány nové podzemní úrovně a koleje, čímž se z původní konečné stanice stala stanice průjezdná. V současnosti[kdy?] má čtyři úrovně a celkem 14 kolejí.

## Provoz
Antwerpen-Centraal slouží jako důležitý dopravní uzel pro místní, regionální i mezinárodní železniční dopravu. Stanici obsluhují vlaky společnosti NMBS/SNCB, včetně rychlovlaků Thalys a ICE. Je možné odsud cestovat přímo do Bruselu, Amsterdamu, Paříže, Kolína nad Rýnem (od 2026), Prahy a dalších evropských měst.

## Zajímavosti
V roce 2009 bylo nádraží zařazeno časopisem Newsweek mezi nejkrásnější nádraží na světě. Objevilo se také v několika filmech, reklamách a videoklipech. Budova je chráněná jako památka a představuje významný příklad belgické železniční a architektonické historie.